# Stefan Gehrer
Stefan Gehrer (* 1967 in Lustenau) ist ein österreichischer Fernsehjournalist und Moderator der Zeit im Bild. Seit 2019 präsentiert er die Info-Magazine Aktuell nach eins und Aktuell nach fünf.

## Leben
Stefan Gehrer kam als Sohn der nachmaligen Bildungsministerin Elisabeth und Fritz Gehrer zur Welt. Nach der Matura und dem Präsenzdienst studierte er Französisch an der Universität Wien sowie Betriebswirtschaftslehre (BWL) an der Wirtschaftsuniversität Wien. Die Studien schloss er 1990 (französisch) beziehungsweise 1995 (BWL) ab. Im Juni 1996 folgte ein Studienaufenthalt an der Columbia School of Journalism, im November 1997 war er an der Duke University in North Carolina. Während des Studiums war er als Redakteur der Austria Presse Agentur (APA) in Bregenz und Wien sowie bei den Vorarlberger Nachrichten tätig. Außerdem war er Volontär im ORF-Landesstudio Vorarlberg und im ORF-Zentrum Küniglberg.
Von 1992 bis 1994 war er Redakteur für den ORF-Teletext, ab 1995 Redakteur für die Zeit im Bild. 1999 präsentierte er die Rubrik Wirtschafts-Klima im Rahmen des ORF-Wirtschaftsmagazins Euro Austria. In den Jahren 1998 und 2000 berichtete er als ORF-Korrespondent aus Brüssel, 2005 war er ORF-Korrespondent in London. Von Oktober 2002 bis Ende 2003 moderierte er die Zeit im Bild um 19:30 Uhr, seit 2008 präsentiert er die Zeit im Bild um 9:00 und 13:00 Uhr. Nach dem Wechsel von Rainer Hazivar zu Österreich 1 im November 2018 übernahm er bis Ende 2018 erneut die Moderation der Hauptnachrichten um 19:30 Uhr. Anfang 2019 wurde er von Johannes Marlovits abgelöst, seitdem präsentiert Gehrer die Info-Magazine Aktuell nach eins und Aktuell nach fünf (vormals Mittag in Österreich und Aktuell in Österreich).
2012 kommentierte er den Beitrag über die Eröffnung des 179. Oktoberfests in München in Lederhose und Karohemd sowie mit einer Maß Bier und einer Brezn am Moderationstisch.